# Parides klagesi
Parides klagesi là một loài bướm trong họ Papilionidae. Nó được cho là đặc hữu của Venezuela trước khi được phát hiện trong Brasil. Một bài viết gần đây của Olaf Mielke và Mirna Casagrande (2007) tóm tắt sự phân bố địa lý nổi tiếng của các loài. Bởi vì trước khi sự xếp danh sách của CITES và rõ ràng loài này hiếm, loài này được đặt trong danh sách các loài có nguy cơ tuyệt chủng cho bang phía bắc Brazil Pará.

## Hình ảnh

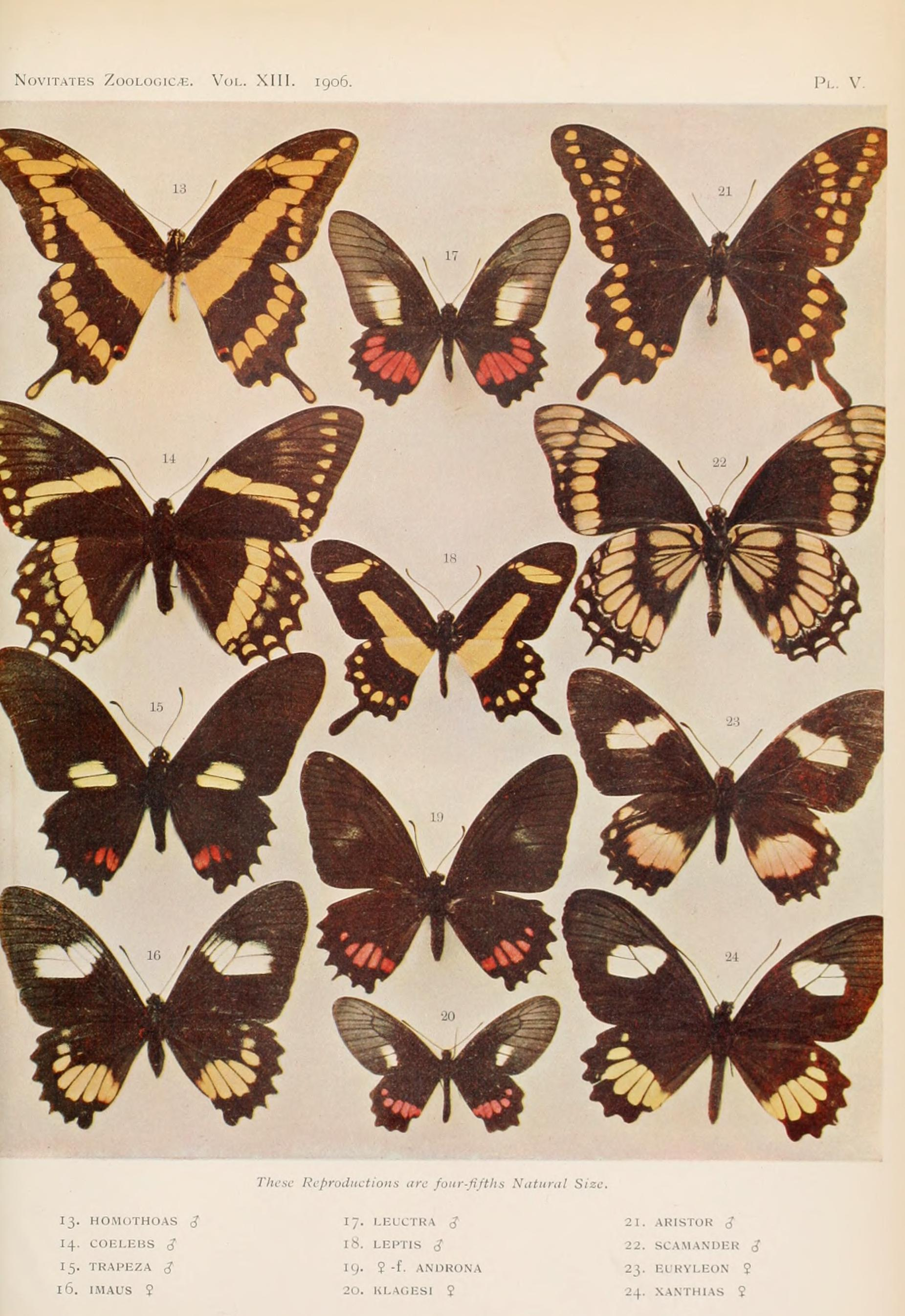